# 歌川芳明
歌川 芳明（うたがわ よしあき、生没年不詳）とは、江戸時代から明治時代にかけての浮世絵師。

## 来歴
歌川国芳の門人。歌川の画姓を称し作画期は弘化の頃、または文久から明治初年の頃にかけてといわれる。明治44年（1911年）刊行の『増補古今書画名家一覧』には、「近故浮世絵各派名家」に「横濱　歌川芳明」とあり、横浜に住んでいたことが知られる。その他の経歴や作については不明。